# محمد الحایک
محمد شفیق الحایک (انگلیسی: Mohammad Al-Haik؛ زادهٔ ۱۶ ژوئیهٔ ۱۹۸۶) یک ورزشکار اهل عربستان سعودی است.
از باشگاه‌هایی که در آن بازی کرده‌است می‌توان به باشگاه فوتبال الاتفاق عربستان سعودی اشاره کرد.